# Ефект Смакули
Ефект Смакули (рос.эффект Смакулы, англ. Smakul effect; нім. Smakula-Effekt m) – ефект так званого просвітлення оптики, суть якого полягає в суттєвому покращенні оптичних властивостей лінз при нанесенні на них шару Mg2F товщиною в 0,25 довжини світлової хвилі. Відкритий видатним українським вченим в галузі фізики кристалів Олександром Смакулою (1900-1983).